# Камитонда
Камитонда (яп. 上富田町 Камитонда-тё:) — посёлок в Японии, находящийся в уезде Нисимуро префектуры Вакаяма. Площадь посёлка составляет 57,49 км², население — 14 949 человек (1 августа 2014), плотность населения — 260,03 чел./км².

## Географическое положение
Посёлок расположен на острове Хонсю в префектуре Вакаяма региона Кинки. С ним граничат город Танабэ и посёлок Сирахама.

## Население
Население посёлка составляет 14 949 человек (1 августа 2014), а плотность — 260,03 чел./км². Изменение численности населения с 1980 по 2005 годы:
| 1980 | 11 835 чел. |  |
| 1985 | 12 702 чел. |  |
| 1990 | 13 180 чел. |  |
| 1995 | 13 752 чел. |  |
| 2000 | 14 501 чел. |  |
| 2005 | 14 775 чел. |  |

## Символика
Деревом посёлка считается восковница красная, цветком — цветок сакуры.